# 宽叶鹅耳枥
宽叶鹅耳枥（学名：Carpinus londoniana var. latifolia）为桦木科鹅耳枥属下的一个变种。

## 扩展阅读
- 維基物種上的相關：宽叶鹅耳枥